# 2004 au Belize
Chronologie du Belize
- 2000
- 2001
- 2002
- 2003
- 2004
- 2005
- 2006
- 2007
- 2008

Cet article présente les faits marquants de l'année 2004 au Belize.

## Gouvernement
- Monarque : Élisabeth II
- Gouverneur général : Colville Young
- Premier ministre : Said Musa
- Vice-Premier ministre : Johnny Briceño
- Ministre de l'Éducation : Francis Fonseca
- Chef de l'opposition : Dean Barrow

## Statistiques
- x

## Évènements

### Non daté
- Fondation du :
  - St. Viator Vocational High School (en), un lycée dans le district de Corozal ;
  - Belize Bird Rescue (en), un centre de sauvetage et de réhabilitation pour les oiseaux, basé à Belmopan.
- plusieurs aires protégées sont créées :
  - Thousand Foot Falls (en) et Actun Tunichil Muknal (en) au titre des monuments naturels[1],[2],
  - la Réserve naturelle de Tapir Mountain (en)[3].
- le Belize Institute of Environmental Law and Policy (BELPO) présente une pétition contre la construction du barrage de Chalillo à la Commission interaméricaine des droits de l'homme au nom du peuple maya et des populations vivant en aval du barrage[4].
- le romancier John Alexander Watler (en) publie son roman Sea Lotto ;
- le rapper Bobo Youth se fait connaître avec sa chanson Protect and Serve, une critique des forces de police[5].

### Janvier
- x

### Février
- x

### Mars
- x

### Avril
- x

### Mai
- x

### Juin
- Saison cyclonique 2004 dans l'océan Atlantique nord.

### Juillet
- x

### Août
- 13 au 29 août : Jeux olympiques d'été de 2004.

### Septembre
- première diffusion de la chaine KREM Television (en) (elle sera renommée XTV en 2024).
- 21 septembre : Fête nationale.

### Octobre
- x

### Novembre
- 22 novembre : début des négociations pour un « accord de portée partielle », un accord commercial qui ne couvre que certains produits, entre le Belize et le Guatemala[6].

### Décembre
- x

## Sport
- Belize aux Jeux olympiques d'été de 2004.
- Le Kulture Yabra FC (en) est dissous.

## Décès
- x